# Artur Ullrich
Artur Ullrich (ur. 10 października 1957 w Archangielsku) – piłkarz niemiecki grający na pozycji obrońcy. W swojej karierze rozegrał 13 meczów w reprezentacji Niemieckiej Republiki Demokratycznej.

## Kariera klubowa
Swoją karierę piłkarską Ullrich rozpoczął w klubie Dynamo Berlin. W 1978 roku został zawodnikiem pierwszego zespołu i w sezonie 1978/1979 zadebiutował w jego barwach w DDR-Oberlidze. Wraz z zespołem z Berlina wywalczył osiem tytułów mistrza Niemieckiej Republiki Demokratycznej w sezonach 1978/1979, 1979/1980, 1980/1981, 1981/1982, 1982/1983, 1983/1984, 1984/1985 i 1985/1986. W zespole Dynama występował do końca 1985 roku.
W 1986 roku Ullrich przeszedł do Chemie Halle. W zespole Chemie grał do końca swojej kariery, czyli do końca sezonu 1989/1990.
| Sezon   | Klub          | Kraj | Rozgrywki    | Mecze | Bramki |
| ------- | ------------- | ---- | ------------ | ----- | ------ |
| 1978/79 | Dynamo Berlin | NRD  | DDR-Oberliga | 25    | 1      |
| 1979/80 | Dynamo Berlin | NRD  | DDR-Oberliga | 26    | 2      |
| 1980/81 | Dynamo Berlin | NRD  | DDR-Oberliga | 26    | 7      |
| 1981/82 | Dynamo Berlin | NRD  | DDR-Oberliga | 26    | 7      |
| 1982/83 | Dynamo Berlin | NRD  | DDR-Oberliga | 23    | 6      |
| 1983/84 | Dynamo Berlin | NRD  | DDR-Oberliga | 17    | 2      |
| 1984/85 | Dynamo Berlin | NRD  | DDR-Oberliga | 16    | 0      |
| 1985/86 | Dynamo Berlin | NRD  | DDR-Oberliga | 4     | 0      |
| 1985/86 | Chemie Halle  | NRD  | DDR-Oberliga | ?     | ?      |
| 1986/87 | Chemie Halle  | NRD  | DDR-Oberliga | ?     | ?      |
| 1987/88 | Chemie Halle  | NRD  | DDR-Oberliga | ?     | ?      |
| 1988/89 | Chemie Halle  | NRD  | DDR-Oberliga | ?     | ?      |
| 1989/90 | Chemie Halle  | NRD  | DDR-Oberliga | ?     | ?      |

## Kariera reprezentacyjna
W reprezentacji Niemieckiej Republiki Demokratycznej Ullrich zadebiutował 2 kwietnia 1980 roku w zremisowanym 2:2 towarzyskim meczu z Rumunią, rozegranym w Bukareszcie. W 1980 roku zdobył srebrny medal na Igrzyskach Olimpijskich w Moskwie. W kadrze narodowej od 1980 do 1983 roku rozegrał 13 meczów.